# Вільям Едвард де Вінтон
Вільям Едвард де Вінтон (англ. William Edward de Winton) (1856 — 1922) — британський зоолог.

## Біографія
Він багато подорожував, і виявили ряд що раніше не описаних видів родини Хом'якові. Його фотоколекції зі Східної Африки кінця 1890-х років зберігається в Лондонському музеї природної історії.

## Описані таксони
Paracynictis selousi, Arctocebus aureus, Chimarrogale styani, Chodsigoa hypsibia, Crocidura whitakeri, Funisciurus substriatus, Gerbillus andersoni, Gerbillus watersi, Graphiurus angolensis, Herpestes naso, Lepus corsicanus, Neotragus batesi, Rhipidomys macconnelli, Scotoecus hirundo, Tscherskia triton та ін.